# Antoine Amsellem
Pour les articles homonymes, voir Amsellem.
Antoine Amsellem (né le 18 février 1981 à Suresnes en France) est un joueur professionnel de hockey sur glace.

## Carrière
Formé au sein de l'Athletic Club Boulogne-Billancourt, il signe en 1993 en tant que junior pour les Dragons de Rouen et fait ses débuts en première division en 1998. Il va y jouer deux saisons avec lors de la seconde saison une défaite en demi-finale des séries éliminatoires et une troisième place. Entre ces deux saisons, il joue avec l'équipe de France des moins de 18 ans lors du championnat du monde. L'équipe finit alors à la troisième place de leur poule en seconde division. En 2000, il joue également avec l'équipe de France mais cette fois pour le championnat du monde junior. Les Bleus finissent à la troisième place du mondial B alors qu'ils visaient la montée.
Il rejoint ensuite le sud de la France et le club des Orques d'Anglet au Pays basque. Il connaît sa dernière sélection avec l'équipe junior de France pour l'édition 2001 du championnat du monde. Il va alors aider son pays à remporter la première place de la division I (nouveau nom du championnat B) et à se qualifier pour l'année suivante en élite.
Il joue quatre saisons à Anglet et en 2001, les Orques parviennent à la finale du championnat mais ils perdent contre l'ancienne équipe d'Amsellem. Par la suite, il joue une finale de Coupe de France perdue en 2003 contre Ours de Villard-de-Lans.
Au cours de l'été 2005, les Diables Noirs de Tours sont vice-champion de France et Antoine Amsellem décide de signer avec le club. Mais les finances du club n'étant pas au plus beau, ce dernier est relégué en division 2. Il signe finalement avec les Ducs de Dijon et remporte la Coupe de France en 2006 à la fin de la première saison qu'il va jouer avec Dijon. Finalement, Antoine Amsellem signe avec les Diables Noirs à l'issue de la saison 2006-2007.
En 2008-2009 il revient au sein de son club formateur en division 2 à Boulogne Billancourt pour effectuer sa reconversion et mettre un terme a sa carrière professionnelle et ce lancer dans l'entraînement sportif. 
En 2010 il s'engage avec le club des Français volants de Paris pour 7 saisons dont 4 en tant qu'entraîneur-joueur.

## Statistiques

### Statistiques en club
| Saison    | Équipe                    | Ligue        |    | Saison régulière | Saison régulière | Saison régulière | Saison régulière | Saison régulière |   | Séries éliminatoires | Séries éliminatoires | Séries éliminatoires | Séries éliminatoires | Séries éliminatoires |
| Saison    | Équipe                    | Ligue        | PJ | B                | A                | Pts              | Pun              | PJ               | B | A                    | Pts                  | Pun                  |                      |                      |
| 1998-1999 | Dragons de Rouen          | Élite        | 11 | 1                | 1                | 2                | 2                | -                | - | -                    | -                    | -                    |                      |                      |
| 1999-2000 | Dragons de Rouen          | Élite        | 22 | 0                | 1                | 1                | 0                | -                | - | -                    | -                    | -                    |                      |                      |
| 2000-2001 | Orques d'Anglet           | Élite        | 39 | 5                | 2                | 7                |                  | -                | - | -                    | -                    | -                    |                      |                      |
| 2001-2002 | Orques d'Anglet           | Élite        | 36 | 2                | 2                | 4                |                  | -                | - | -                    | -                    | -                    |                      |                      |
| 2002-2003 | Orques d'Anglet           | Super 16     | 24 | 4                | 5                | 9                | 46               | -                | - | -                    | -                    | -                    |                      |                      |
| 2003-2004 | Orques d'Anglet           | Super 16     | 26 | 5                | 3                | 8                | 42               | 9                | 1 | 4                    | 5                    | 25                   |                      |                      |
| 2004-2005 | Orques d'Anglet           | Ligue Magnus | 7  | 1                | 2                | 3                | 66               | -                | - | -                    | -                    | -                    |                      |                      |
| 2005-2006 | Ducs de Dijon             | Ligue Magnus | 23 | 8                | 1                | 9                | 53               | 8                | 1 | 0                    | 1                    | 45                   |                      |                      |
| 2006-2007 | Ducs de Dijon             | Ligue Magnus | 18 | 6                | 3                | 9                | 51               | 7                | 0 | 1                    | 1                    | 34                   |                      |                      |
| 2007-2008 | Diables Noirs de Tours    | Ligue Magnus | 18 | 5                | 2                | 7                | 14               | 5                | 0 | 1                    | 1                    | 4                    |                      |                      |
| 2008-2009 | AC Boulogne-Billancourt   | Division 2   | 16 | 32               | 12               | 44               | 93               | 4                | 3 | 4                    | 7                    | 53                   |                      |                      |
| 2009-2010 | Castors d'Asnières        | Division 2   | 11 | 14               | 5                | 19               | 22               | 2                | 2 | 1                    | 3                    | 0                    |                      |                      |
| 2010-2011 | Castors d'Asnières        | Division 2   | 6  | 1                | 5                | 6                | 34               | -                | - | -                    | -                    | -                    |                      |                      |
| 2010-2011 | Français volants de Paris | Division 2   | 11 | 10               | 3                | 13               | 39               | 6                | 8 | 4                    | 12                   | 51                   |                      |                      |
| 2011-2012 | Français volants de Paris | Division 2   | 14 | 7                | 6                | 13               | 49               | 5                | 1 | 5                    | 6                    | 18                   |                      |                      |
| 2012-2013 | Français volants de Paris | Division 2   | 9  | 7                | 3                | 10               | 8                | 6                | 6 | 4                    | 10                   | 28                   |                      |                      |
| 2013-2014 | Français volants de Paris | Division 2   | 9  | 9                | 4                | 13               | 22               | 2                | 3 | 0                    | 3                    | 2                    |                      |                      |
| 2014-2015 | Français volants de Paris | Division 2   | 14 | 12               | 9                | 21               | 28               | 1                | 0 | 0                    | 0                    | 0                    |                      |                      |
| 2015-2016 | Français volants de Paris | Division 2   | 15 | 13               | 12               | 25               | 20               | 4                | 3 | 5                    | 8                    | 10                   |                      |                      |
| 2016-2017 | Français volants de Paris | Division 2   | 13 | 6                | 12               | 18               | 57               | 0                | - | -                    | -                    | -                    |                      |                      |

### Statistiques en équipe nationale
| Année | Compétition                   |   | PJ | B | A | Pts | Pun                     |  | Résultat |
| 1999  | Championnat du monde 18 ans B | 5 | 4  | 4 | 8 | 2   | 3e place                |  |          |
| 2000  | Championnat du monde junior   | 5 | 2  | 1 | 3 | 4   | 3e place championnat B  |  |          |
| 2001  | Championnat du monde junior   | 5 | 0  | 0 | 0 | 8   | 1re place championnat B |  |          |